# Gordiena
Corduena (também chamado de Cordyene, Cardyene, Carduene, Korduene; em curdo:  Kardox; em turco:  Karduya; em armênio/arménio:  Կորճայք Korchayk; em grego:  Κορδυηνή, transl.: Kordyene) é um reino da Antiguidade Clássica, situado na Alta Mesopotâmia. Atualmente, corresponde à província turca de Xernaque e partes do norte do Iraque e da Síria, também conhecidas como Curdistão.

## História
Em 401 a.C., um povo chamado Carducos foi mencionado na obra Anábase do general grego Xenofonte, como habitantes da região montanhosa ao norte do Rio Tigre, entre a Pérsia e a Mesopotâmia. Eram inimigos do rei da Pérsia, e Xenofonte se referiu a eles como "...um povo bárbaro e defensor de sua residência na montanha", que atacou o exército dos Dez Mil gregos. Eles também foram citados por Hecateu de Mileto em 520 a.C. como os Gordos.
Após alguns séculos, os Persas foram conquistados por Alexandre, o Grande, na Batalha de Gaugamela, em 331 a.C.. Depois da morte de Alexandre, foi fundado na região o Império Selêucida, de origem grega.
Os selêucidas seriam sucedidos pelo Império Parta em 247 a.C. Nesta época, o reino chamado Corduena, situado a sul e sudeste do lago de Vã, na atual Turquia, emergiu do declínio selêucida, tornando-se um reino vassalo dos Partos e, posteriormente, do Império Romano (66 d.C.). Ele permaneceu sob controle romano por quatro séculos, até 384.
O historiador romano Plínio considerou os Corduenos (habitantes de Corduena) como descendentes dos Carducos. Ele afirmou, "vizinhos a Adiabena estão os povos anteriormente chamados Carducos e agora Corduenos, acima de quem navega o rio Tigre".
Após 384, os persas voltaram à região, incorporando-a ao Império Sassânida. Até que em 651, a região foi invadida pelos árabes do Califado Ortodoxo.